# De graflegging van Christus (Dirck van Baburen, Centraal Museum)
De graflegging van Christus is een schilderij door de Noord-Nederlandse schilder Dirck van Baburen in het Centraal Museum in Utrecht.

## Voorstelling

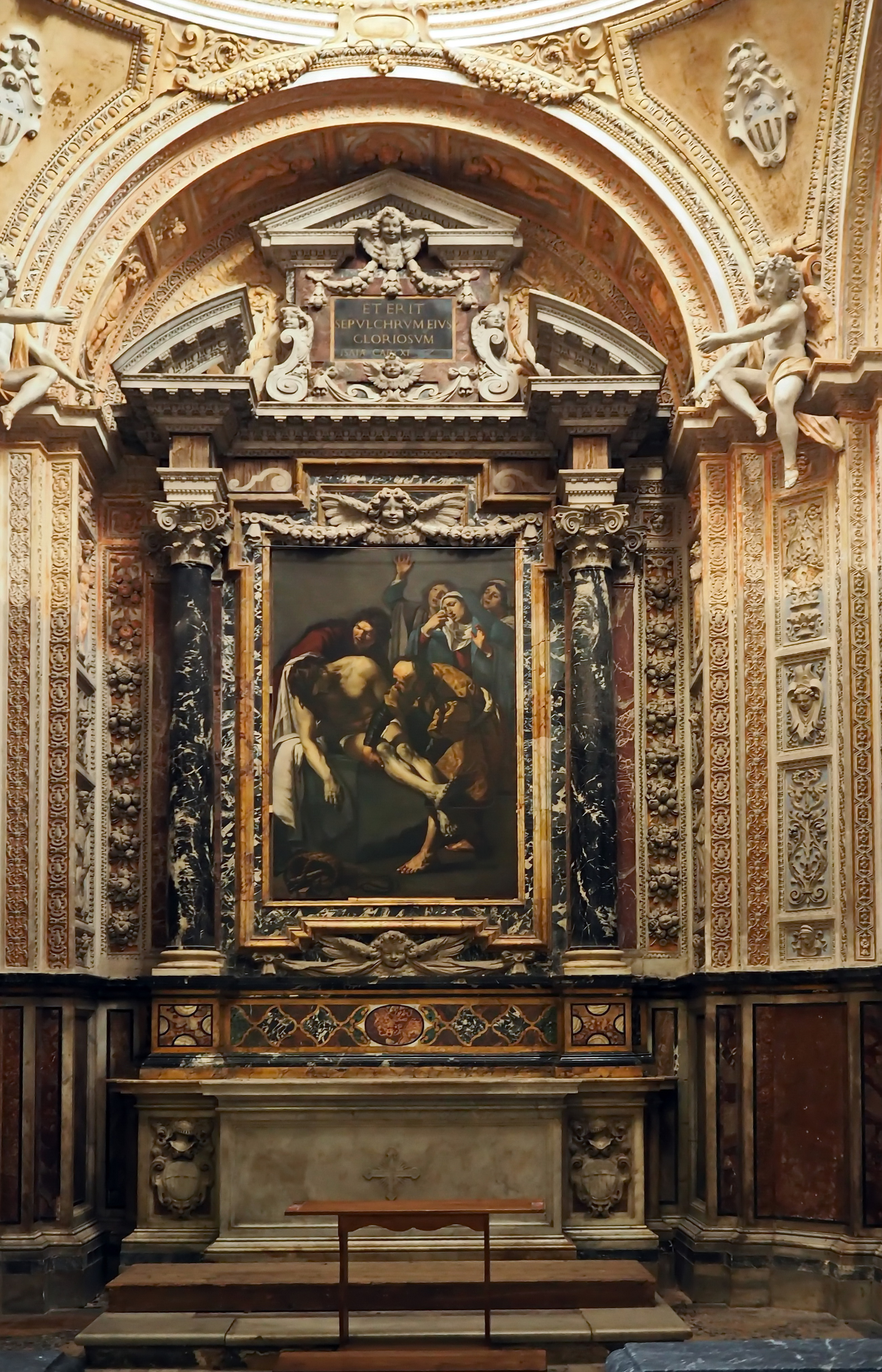
Dirck van Baburen. De graflegging van Christus. 1617. In situ Rome, San Pietro in Montorio.

Het stelt de Graflegging van Christus voor. In het donker wordt het levenloze lichaam van Christus door twee mannelijke discipelen op een sarcofaag getild. Volgens Johannes 19, vers 38-42, waren dit Nikodemus (de oude man rechts met baard) en Jozef van Arimathea (de jonge man links). Op de achtergrond zijn drie huilende vrouwen afgebeeld. Dit zijn de drie Maria's: de heilige maagd Maria (traditioneel in blauw gewaad), Maria Magdalena en Maria Salomé. Deze drie vrouwen gingen volgens Markus 16 na de begrafenis van Christus naar zijn graf om zijn lichaam te zalven. Linksonder is een mandje afgebeeld met daarin enkele Passiewerktuigen, zoals een hamer, een nijptang en de doornenkroon.
Het is een getrouwe kopie van het altaarstuk van Dirck van Baburen in de Piëta-kapel in de San Pietro in Montorio in Rome. Van Baburen woonde van omstreeks 1616 tot omstreeks 1621 in Rome, waar hij in contact kwam met belangrijke opdrachtgevers. In 1617 ontving hij van Pierro Cussida, een Spaanse diplomaat, de opdracht het altaarstuk in de San Pietro in Montorio te schilderen. Uitgangspunt voor dit werk moet zijn geweest De graflegging van Caravaggio uit het begin van de jaren 1600 in de Chiesa Nuova (nu in de Musei Vaticani).

## Toeschrijving en datering
Volgens de kunsthistoricus Leonard J. Slatkes bestaan er 18 kopieën van dit werk. Van Baburen schilderde de kopie in het Centraal Museum zelf. Het heeft dezelfde afmetingen als het origineel. Het is geschilderd op grof en sterk genopt doek, dat waarschijnlijk uit Italië afkomstig is. Ook de lijst, die van dezelfde tijd dateert als het schilderij zelf, is Zuid-Europees. Van Baburen moet de kopie dus geschilderd hebben in de tijd dat hij in Rome verbleef. Het origineel in Rome is gemonogrammeerd en gedateerd 1617.

## Herkomst
In de 19e eeuw bevond het werk zich in een niet met naam bekende privéverzameling in Frankrijk. Tegen het jaar 1937 was het in het bezit van de Armeens-Russische diplomaat en kunstverzamelaar Wladimir Argoutinsky-Dolgoroukoff (1874-1941) in Parijs. In september 1938 werd het door Wilhelmus Cornelis Schuylenburg geschonken aan het Centraal Museum, ter gelegenheid van het 100-jarig bestaan van dit museum.